# NGC 5410
NGC 5410 (również PGC 49893 lub UGC 8931) – galaktyka spiralna z poprzeczką (SB?), znajdująca się w gwiazdozbiorze Psów Gończych. Odkrył ją William Herschel 9 kwietnia 1787 roku.
W galaktyce tej zaobserwowano supernową SN 2014as.